# Starý Šachov
Starý Šachov (en allemand : Alt Schokau) est une commune du district de Děčín, dans la région d'Ústí nad Labem, en Tchéquie. Sa population s'élevait à 215 habitants en 2021.

## Géographie
Starý Šachov se trouve dans la vallée de la Ploučnice et sur la rive droite de la rivière, à 13 km au sud-est de Děčín, à 23 km à l'est-nord-est d'Ústí nad Labem et à 72 km au nord de Prague.
La commune est limitée par Velká Bukovina au nord, par Žandov à l'est, par Merboltice au sud, et par Valkeřice et Františkov nad Ploučnicí à l'ouest .

## Histoire
La première mention écrite du village date de 1328. Il se trouve dans la région historique de Bohême.

## Administration
La commune se compose de deux quartiers :
- Malý Šachov
- Starý Šachov

## Transports
Par la route, Starý Šachov se trouve  à 14 km de Česká Lípa, à 18 km de Děčín, à 33 km d'Ústí nad Labem et à 100 km de Prague.